# Thay khớp
Thay khớp (từ tiếng Hi Lạp: arthron, tiếng Anh: Joint replacement, Replacement arthroplasty, joint, limb, articulate, + plassein) hoặc phẫu thuật thay khớp (tiếng Anh: joint replacement surgery) là một thuật phẫu thuật chỉnh hình, trong đó khớp bị viêm hoặc hỏng chức năng sẽ bị thay thế bởi một bộ phận giả chỉnh hình. Phẫu thuật thay khớp ngày càng trở nên phổ biến với đầu gối và hông. Vào năm 2009, có khoảng 773,000 người Mỹ có một bộ phận hông hoặc đầu gối bị thay thế.